# Terrestria incurvifolia
Terrestria incurvifolia là một loài Rêu trong họ Dicranaceae. Loài này được (Müll. Hal.) W.L. Peterson miêu tả khoa học đầu tiên năm 1994.